# Nicky Kirsch
Pour les articles homonymes, voir Kirsch (homonymie).
Nicolas Kirsch, plus connu sous le nom de Nicky Kirsch (né le 24 août 1901 à Luxembourg-Ville au Luxembourg, et mort le 29 septembre 1983 dans la même ville) est un joueur de football international luxembourgeois, qui évoluait au poste de défenseur.

## Biographie

### Carrière en sélection
Avec l'équipe du Luxembourg, il joue 13 matchs (pour aucun but inscrit) entre 1922 et 1929. Il joue son premier match en équipe nationale le 15 janvier 1922 contre la France et son dernier le 17 février 1929 contre cette même équipe.
Il figure dans le groupe des sélectionnés lors des JO de 1924 et de 1928. Il joue un match lors du tournoi olympique de 1924 puis un autre lors du tournoi de 1928.

## Palmarès
- Champion du Luxembourg en 1925, 1928 et 1929 avec le Spora Luxembourg
- Vainqueur de la Coupe du Luxembourg en 1928 avec le Spora Luxembourg